# Sant Climent de Coll de Nargó
Sant Climent és una església situada al poble de Coll de Nargó, a la comarca de l'Alt Urgell, que fou declarada, el dia 5 d'abril de 1946, Monument Nacional Historicoartístic.
Això fou possible gràcies a la intervenció de l'arquitecte Josep Puig i Cadafalch, erudit i gran amant de l'art romànic, que va salvar, gràcies a la seva intervenció, els frescos de les esglésies de la vall de Boí, actualment declarats Patrimoni de la Humanitat per la UNESCO.

## Descripció
L'antiga església parroquial de Sant Climent és voltada del clos del cementiri, vora la carretera d'Isona i a tocar les primeres cases del poble de Nargó. L'edifici actual fou construït a finals del segle xi o principis del XII al lloc d'una església anterior, de la qual es conserva la traça de la planta al costat de migdia i el campanar.

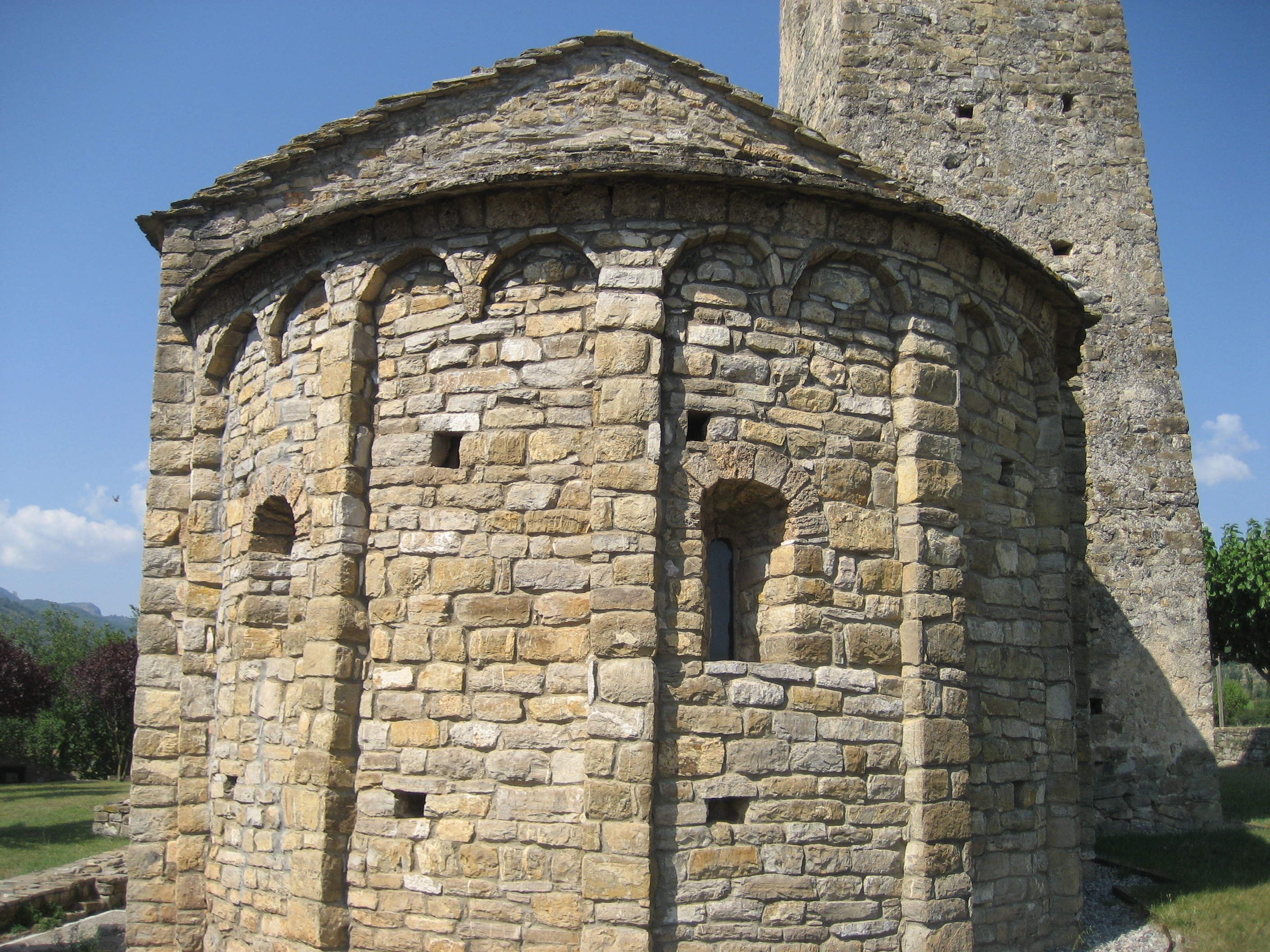
Absis

És d'arquitectura romanicollombarda, amb una única nau, coberta amb volta de canó que recolza sobre arcs torals. L'absis, situat uns 50 cm per damunt de la nau, és decorat exteriorment amb un fris d'arcuacions cegues i lesenes. La porta principal és a ponent, però n'hi ha un segon accés a migdia. A l'interior, prop del presbiteri, un arc lleugerament ultrapassat dona accés al campanar, adossat a la nau.
El campanar és una construcció preromànica, no anterior al segle x, de planta rectangular i amb la base atalussada fins a tres quarts de l'alçada. Al capdamunt del cos piramidal hi ha una finestra de ferradura en cada una de les cares. Tanmateix, alguna d'elles podria ser fruit de la restauració feta a principis de segle, en què es va refer també el darrer cos del campanar, coetani de l'església, amb una finestra triforada emmarcada per un parament d'arcuacions. L'absència d'ornamentació a la resta del campanar contrasta amb la dels murs exteriors de l'església, decorats amb una sèrie d'arcuacions i lesenes. La façana principal disposa igualment d'arcuacions, que segueixen el doble vessant de la coberta i que formen un parament rebaixat al mur, sobre la portada, on hi ha una finestra cruciforme.

## Història

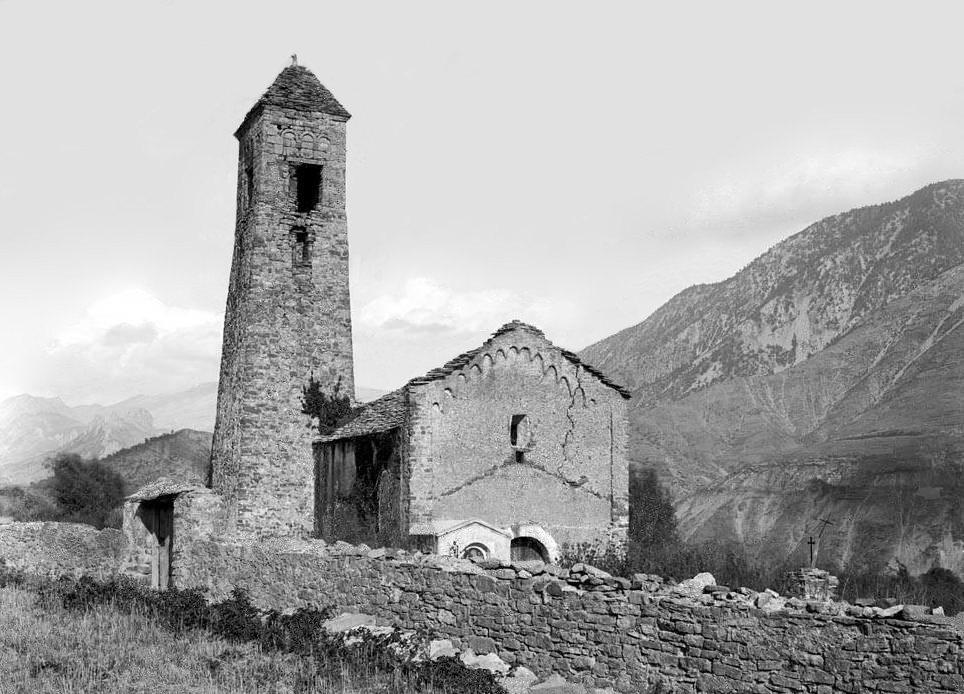
Església romànica de Sant Climent de Coll de Nargó cap el 1910

L'església parroquial de l'antiga Vila Nargone, indret conegut avui com “Les Viles” i on hi ha la font de Sant Climent, fou objecte l'any 1929 d'una restauració a càrrec dels Amics de l'art vell. Un curiós document de l'època, sotasignat pel secretari Cèsar Martinell, que hi va actuar en qualitat d'arquitecte, diu així: Les obres de restauració trobaren l'estímul i ajut material de la Diputació de Lleida, que contribuí amb mil pessetes, i el poble de Coll de Nargó, que ho va fer amb la quantitat de 392,50 pessetes, procedents de subscripció voluntària entre els veïns.
Durant la Guerra Civil espanyola, Sant Climent va servir de polvorí a l'exèrcit de la República; fou bombardejada en diferents ocasions i encara que moltes bombes caigueren a pocs metres de l'església, no tingué desperfectes.
Aprofitant la bona sonoritat del recinte s'hi ha fet fins i tot concerts, com el que va tenir lloc l'11 d'octubre de l'any 1987 amb la desapareguda mezzosoprano Anna Ricci, acompanyada de Jordi Russinyol, que oferiren un recital de Trobadors Provençals, cançons hebraiques i sefardites.